# Mike Chapman
Pour les articles homonymes, voir Chapman.
Michael Donald "Mike" Chapman (né le 13 avril 1947) est un producteur de musique australien et auteur-compositeur,.

## Discographie (en tant que producteur)

### Albums studio
- 1973 : Suzi Quatro - Suzi Quatro
- 1974 : Sweet - Desolation Boulevard
- 1975 : Sweet - Turn It Down
- 1976 : Smokie - Midnight Café
- 1976 : Smokie - Living Next Door to Alice (single)
- 1977 : Smokie – Bright Lights and Back Alleys
- 1978 : Suzi Quatro - If You Knew Suzi...
- 1978 : Derringer - If I Weren't So Romantic I'd Shoot You
- 1978 : Blondie - Parallel Lines
- 1979 : Pat Benatar - In the Heat of the Night
- 1979 : Tanya Tucker - Tear Me Apart
- 1979 : Blondie - Eat to the Beat
- 1980 : Michael Des Barres - I'm Only Human
- 1980 : Suzi Quatro - Rock Hard
- 1980 : Blondie - Autoamerican
- 1982 : Blondie - The Hunter
- 1983 : Agnetha Fältskog - Wrap Your Arms Around Me
- 1985 : Divinyls - What a Life!
- 1988 : Lita Ford - Lita
- 1990 : Lita Ford - Sitello

### Singles
- 1978 : Blondie - Picture This
- 1978 : Blondie - Hanging on the Telephone
- 1979 : Blondie - Heart of Glass
- 1979 : Blondie - Sunday Girl
- 1979 : Blondie - One Way or Another
- 1979 : Blondie - Dreaming
- 1979 : Blondie - Union City Blue
- 1980 : Blondie - The Hardest Part
- 1980 : Blondie - Atomic
- 1980 : Blondie - The Tide Is High
- 1981 : Blondie - Rapture
- 1982 : Blondie - Island of Lost Souls
- 1985 : Pat Benatar - Invincible
- 1985 : Tina Turner - One of the Living
- 1986 : Rod Stewart - Love Touch
- 1988 : Lita Ford - Kiss Me Deadly
- 1988 : Lita Ford & Ozzy Osbourne - Close My Eyes Forever
- 1990 : Lita Ford - Hungry